# Eduard Crasemann
Eduard Crasemann, nemški general, * 5. marec 1891, † 28. april 1950.